# El Señor Bing
El Señor Bing – studyjny album winylowy Binga Crosby'ego nagrany w czerwcu 1960 roku dla jego własnej firmy Project Records. Został wydany przez MGM Records w październiku 1961 roku. Album składa się z dziesięciu składanek, z których każda składa się z dwóch utworów osadzonych w rytmie latynoamerykańskim. Billy May i jego orkiestra zapewnili akompaniament muzyczny.
Album został ponownie wydany w 2010 roku na płytę CD pod nazwą El Señor Bing (Deluxe Edition).

## Lista utworów (edycja LP 1961 r.)
| Tytuł | Tytuł                                                       | Długość |
| ----- | ----------------------------------------------------------- | ------- |
| 1.    | In the Still of the Night / I Could Have Danced All Night   | 3:04    |
| 2.    | C'est Magnifique / Taking a Chance on Love                  | 2:00    |
| 3.    | Heavenly Night / My Shawl                                   | 2:53    |
| 4.    | Marta, Rambling Rose of the Wildwood / The Rose in Her Hair | 2:43    |
| 5.    | How High the Moon / Old Devil Moon                          | 2:38    |

| Tytuł | Tytuł                                                        | Długość |
| ----- | ------------------------------------------------------------ | ------- |
| 1.    | Pagan Love Song / Cuban Love Song                            | 2:30    |
| 2.    | Ramona / Amapola                                             | 2:42    |
| 3.    | Malaguena (At the Crossroads) / Andalucia (The Breeze and I) | 2:34    |
| 4.    | Down Argentina Way / What a Diff'rence a Day Made            | 2:50    |
| 5.    | Again / Allez-Vous-En                                        | 2:28    |

## Lista utworów (edycja CD 2010 –Deluxe Edition)
| 1.  | In The Still Of The Night / I Could Have Danced All Night           |
| 2.  | C'est Magnifique / Taking A Chance On Love                          |
| 3.  | Heavenly Night (Cielito Lindo) / My Shawl                           |
| 4.  | Marta / The Rose In Her Hair                                        |
| 5.  | How High The Moon / Old Devil Moon                                  |
| 6.  | Pagan Love Song / Cuban Love Song                                   |
| 7.  | Ramona / Amapola (Pretty Little Poppy)                              |
| 8.  | Malaguena (At The Crossroads) / Andalucia (The Breeze And I)        |
| 9.  | Down Argentine Way / What A Difference A Day Made                   |
| 10. | Again / Allez-Vous-En (Go Away)                                     |
| 11. | Ramona / Amapola (Pretty Little Poppy) - Mono                       |
| 12. | Marta / The Rose In Her Hair - Mono                                 |
| 13. | Again / Allez-Vous-En (Go Away) - Mono                              |
| 14. | In The Still Of The Night / I Could Have Danced All Night - Mono    |
| 15. | Pagan Love Song / Cuban Love Song - Mono                            |
| 16. | Down Argentine Way / What A Difference A Day Made - Mono            |
| 17. | Heavenly Night (Cielito Lindo) / My Shawl - Mono                    |
| 18. | Malaguena (At The Crossroads) / Andalucia (The Breeze And I) - Mono |
| 19. | How High The Moon / Old Devil Moon - Mono                           |
| 20. | C'est MagnifInique / Taking A Chance On Love - Mono                 |
| 21. | Papa Loves Mambo                                                    |
| 22. | Solamenta Una Vez (You Belong To My Heart)                          |
| 23. | La Borrichita (I'll Never Love Again)                               |
| 24. | Floras Negras (You're The Moment Of A Lifetime)                     |
| 25. | No Te Importe Saber (Let Me Love You Tonight)                       |
| 26. | In A Little Spanish Town                                            |